# Romen (rivière)
Pour le personnage historique, voir Romen.
La Romen (en ukrainien et en russe : Ромен) est une rivière d'Ukraine et un affluent droit de la Soula, dans le bassin hydrographique du Dniepr.

## Géographie
La Romen a une longueur de 111 km et draine un bassin de 1 645 km2. Elle prend sa source dans le nord de l'oblast de Tchernihiv, en Ukraine, et se jette dans la Soula près de la ville de Romny, dans l'oblast de Soumy. Son débit moyen est de 3 m3/s au niveau de son delta.